# Bratina Valley
Das Bratina Valley gehört zu den Antarktischen Trockentälern im ostantarktischen Viktorialand. Das Hochtal liegt auf der Ostseite der Harris Ledge in der Olympus Range und öffnet sich nach Norden zum McKelvey Valley.
Das Advisory Committee on Antarctic Names benannte das Tal 2004 nach der US-amerikanischen Mikrobiologin Bonnie Joe Bratina von der Michigan State University, die in den 1990er Jahren an vier Kampagnen zur Untersuchung des Vandasees im Rahmen des United States Antarctic Research Program teilgenommen hatte.